# ハル・リンゼイ
ハル・リンゼイ（Harold Lee "Hal" Lindsey、1929年11月23日 - 2024年11月）は、アメリカ合衆国のキリスト教教役者。ディスペンセーション主義、前千年王国説、患難前携挙説の代表的な主張者。
代表作のThe Late, Great Planet Earth（1970年）は、アメリカでベストセラーとなって、再臨待望運動を起こした。1973年には日本語にも訳され、ディスペンセーション主義、前千年王国説、患難前携挙説を広めた。高木慶太の立場もリンゼイに近い。リンゼイはこの本の中で、中華人民共和国の脅威について語る。また、ロシアがイスラエルを侵略して、神に滅ぼされると主張している。
現在日本のキリスト教関係の出版社では、絶版になっており、この立場に対する批判も多い。
『サタン:その正体と最後』では、占い師の婦人から悪霊を追い出したハル・リンゼイの体験から、暗黒の君主であるサタンの誕生とその最後について語っている。
2024年11月に死去。95歳没。

## 著書
- 『地球最後の日』 湖浜馨訳 いのちのことば社 1973年
- 『サタン:その正体と最後』 松代幸太郎訳 いのちのことば社 1975年
- 『今は亡き大いなる地球』 越智道雄訳 徳間書店 1990年